# 韋特倫 (保加利亞)

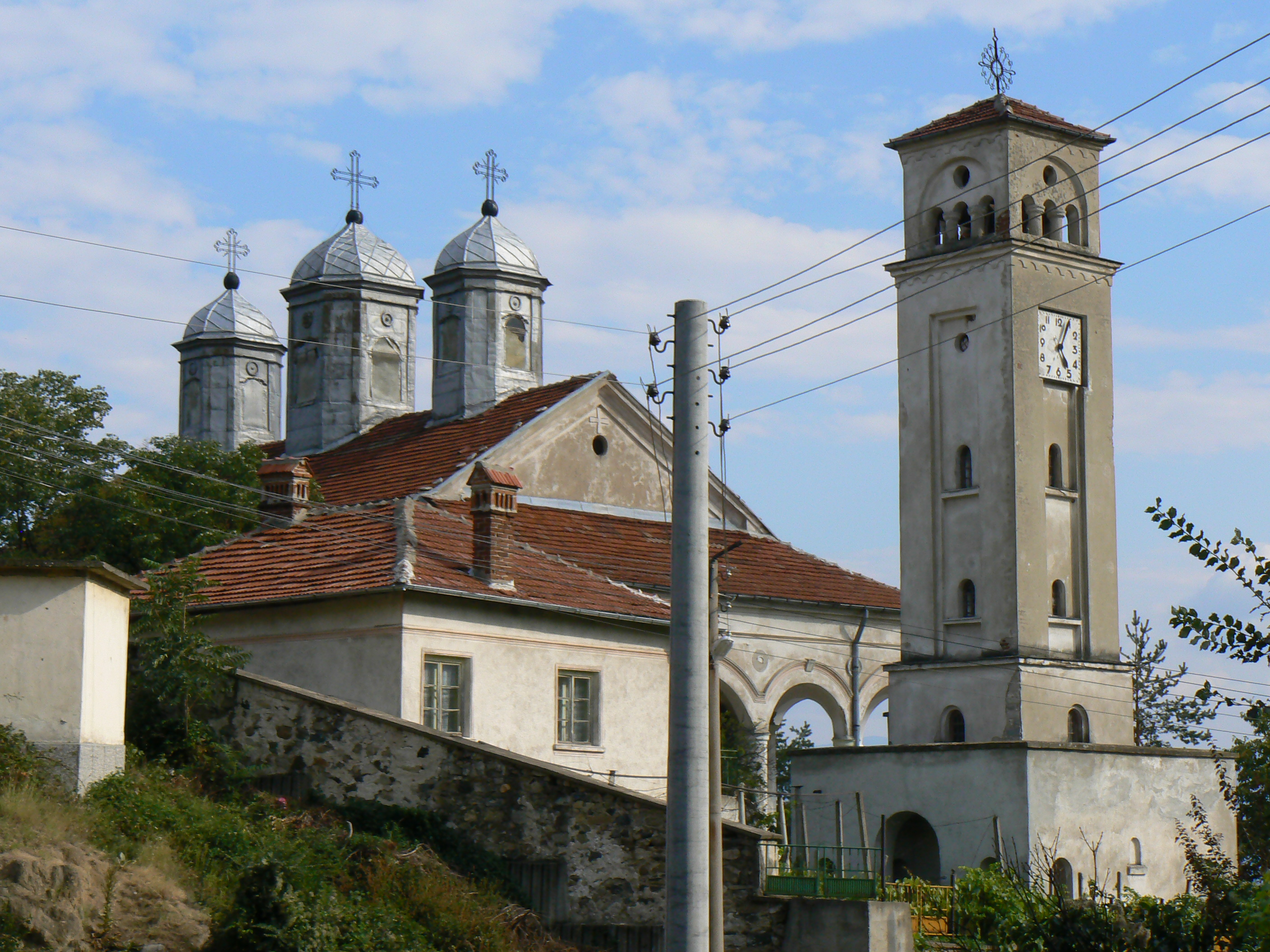

韋特倫是保加利亞的城鎮，位於該國西南部，距離首都索菲亞84公里，由帕扎爾吉克州負責管轄，面積64.54平方公里，海拔高度399米，2011年人口3,188，居民主要信奉東正教。